# Kanton Landivisiau
Landivisiau is een kanton van het Franse departement Finistère.  Alle gemeenten in het kanton maken deel uit van het arrondissement Morlaix behalve Loc-Eguiner dat deel uitmaakt van arrondissement Brest.

## Gemeenten
Het kanton Landivisiau omvatte tot 2014 de volgende 8 gemeenten:
- Bodilis
- Guimiliau
- Lampaul-Guimiliau
- Landivisiau (hoofdplaats)
- Plougourvest
- Plounéventer
- Saint-Derrien
- Saint-Servais

Bij de herindeling van de kantons door het decreet van 13 februari 2014, met uitwerking op 22 maart 2015, werden daar volgende gemeenten aan toegevoegd:
- Commana
- Guiclan
- Loc-Eguiner
- Locmélar
- Plougar
- Plouvorn
- Plouzévédé
- Saint-Sauveur
- Saint-Vougay
- Sizun
- Trézilidé